# Duna: Část druhá
Duna: Část druhá (v anglickém originále Dune: Part Two) je americký sci-fi film režiséra Denise Villeneuva z roku 2024. Scénář k filmu napsali Villeneuve a Jon Spaihts. Jedná se o pokračování filmu Duna (2021) a tedy druhou z dvoudílné adaptace románu Duna spisovatele Franka Herberta z roku 1965. Timothée Chalamet, Rebecca Fergusonová, Josh Brolin, Stellan Skarsgård, Dave Bautista, Stephen McKinley Henderson, Zendaya, David Dastmalchian, Charlotte Rampling a Javier Bardem si zopakují své role z prvního filmu, přičemž Austin Butler, Florence Pughová, Christopher Walken a Léa Seydouxová se připojují k obsazení.
Světová premiéra filmu proběhla dne 15. února 2024 v Londýně. Premiéra filmu ve Spojených státech proběhla 1. března 2024, v Česku o den dříve, dne 29. února 2024 poté, co bylo vydání posunuto z listopadu 2023 kvůli stávkám v Hollywoodu.

## Obsazení
| Timothée Chalamet   | Paul Atreides            |
| Zendaya             | Chani                    |
| Rebecca Fergusonová | Lady Jessica             |
| Javier Bardem       | Stilgar                  |
| Josh Brolin         | Gurney Halleck           |
| Austin Butler       | Feyd-Rautha Harkonnen    |
| Florence Pughová    | princezna Irulan         |
| Dave Bautista       | Glossu Rabban            |
| Christopher Walken  | Shaddam IV               |
| Léa Seydouxová      | Lady Margot              |
| Stellan Skarsgård   | Baron Vladimir Harkonnen |
| Charlotte Rampling  | Gaius Helen Mohiam       |
| Souheila Yacoub     | Shishakli                |
| Roger Yuan          | Lanville                 |
| Babs Olusanmokun    | Jamis                    |

Dále byli do nezveřejněných rolí obsazení Tim Blake Nelson a Anya Taylor-Joy.